# Авсарагов, Марк Гаврилович
Марк Гаврилович Авсарагов (осет. Æфсæрæгты Гаврилы фырт Марк; род. 24 октября 1888, с. Христиановское, Терская область, Российская империя (ныне с. Дигора, Дигорского района Северной Осетии) — 5 июня 1937, Орджоникидзе (ныне Владикавказ) — осетинский советский военный и государственный деятель, революционер, участник Гражданской войны в России, председатель ЦИК Горской АССР (1924).

## Биография
Осетин. Сын крестьянина. Уже во время учёбы в школе с 1905 стал участвовать в революционном движении. В 1906 году Владикавказе вступил в партию социалистов-революционеров. Занимался организацией манифестаций, по ночам расклеивал запрещённые листовки, участвовал в вооруженных столкновениях с черносотенцами.
В 1908 году окончил гимназию. В 1909 поступил на историко-филологический факультет Петербургского университета. Не окончив его, с 3-го курса перевёлся на юридический факультет того же университета, который окончил в 1916 году.
Участник Первой мировой войны. В 1916—1918 годах — на службе в русской армии. Командир роты. В 1917 был избран членом Ревельского Совета рабочих и солдатских депутатов, который находился под сильным большевистским влиянием. В том же году стал членом Лифляндского губернского комиссариата. В октябре 1917 года был делегатом II Всероссийского съезда Совета рабочих и солдатских депутатов, на котором были приняты исторические декреты о мире и земле. М. Авсарагов одним из первых получил делегатский билет, за № 40 (всего на съезде было 649 делегатов). Ревельский совет рабочих и солдатских депутатов 31 октября 1917 года единогласно избрал М. Авсарагова делегатом на Армейский съезд сухопутных войск, подчиненный Комфлоту. С того же времени он стал членом военно-революционного Совета крепости Ревель, а через месяц был избран военным комиссаром Ревельского укрепленного района.
Стоял у истоков создания РККА. В 1918 получил назначение заместителем чрезвычайного военного комиссара Мурманско-Беломорского края С. Нацаренуса. В конце 1918 года М. Авсарагов вступил РКП (б). Позже, стал военным комиссаром инженерной обороны Петрограда.
Активный участник Гражданской войны, в ноябре-декабре 1918 — военный комиссар 19-й стрелковой дивизии 7-й армии РККА, а в 1919 — военком той же дивизии в составе 15-й армии.
После освобождения Северного Кавказа от войск Деникина и установления Советской власти, по распоряжению командования 7-й армии Западного фронта М. Авсарагов был направлен в Осетию, для укрепления Советской власти. В 1920 — военком Владикавказа. В том же году его избрали председателем представительства Горской республики при Народном комиссариате национальностей в Москве. Тогда в Горскую республику входили отдельные округа: Северо-Осетинский (Владикавказский), Чеченский, Ингушский (Назрановский), Кабардинский, Балкарский, Карачаевский и Сунженский (Казачий).
М. Авсарагов избирался делегатом VIII, IX, X Всероссийских съездов Советов, его также избрали и на исторический I Всесоюзный съезд Советов, на котором, 30 декабря 1922 года провозгласили образования СССР. Впоследствии Авсарагов занимал ответственные посты во многих краевых организациях.
В 1921 был представителем Горской АССР при Народном комиссариате по делам национальностей РСФСР, Председателем Исполнительного комитета Владикавказского окружного Совета и народным комиссаром внутренних дел Горской АССР. В этой должности активно боролся с царившим на Северном Кавказе бандитизмом.
С января по июль 1924 года — председатель ЦИК Горской Автономной Советской Социалистической Республики.
Затем занимал должности председателя Горского ЦИКа, заведующего отделом местного хозяйства, президиума Северо-Кавказского совнархоза. Приложил немало сил при сооружении Гизельдонской ГЭС, Мизурской обогатительной фабрики, Бесланского маисового комбината, Дигорского обводного канала, расширения завода «Электроцинк» и др.
В период репрессий, в 1935 году Авсарагова понизили в должности, избрав секретарём Ирафского райкома ВКП (б). Позже исключили из партии.
Умер от тяжёлой болезни в г. Орджоникидзе.